# تاريخ لانركوست

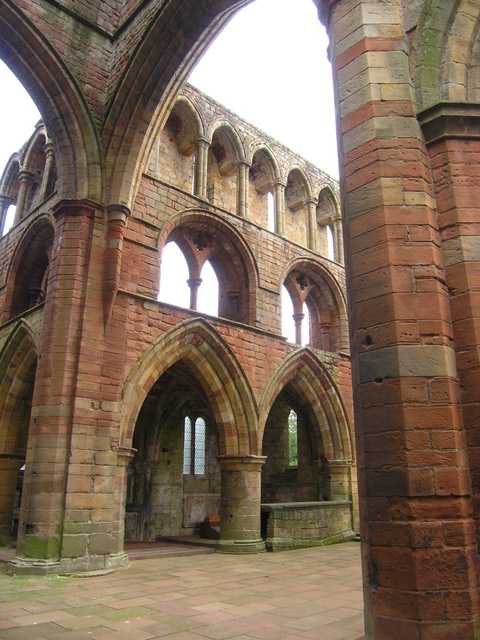
لانركوست بريوري - شيرموزلي

تاريخ لانركوست هو تاريخ إنجليزي شمالي يغطي السنوات من ١٢٠١ حتى عام ١٣٦٤. وهو يغطي حروب الاستقلال الاسكتلندي، ولكنه أيضًا استطرادي للغاية وبالتالي يوفر نظرة ثاقبة للحياة الإنجليزية في القرن الثالت عشر وكذلك الحياة الاسكتلدنية وهي تضم روبرت ذا بروس.

## أصول
استنتج المؤرخ الإنجليزي أندرو جورج ليتل أن الوقائع التاريخية هي في الأساس سجلات فرنسيسكانية تم تعديلها واختصارها واستكمالها في قصر اوغوستينيان لانركوست بريوري.  وتمكّن من تحديد الوقائع حتى عام ١٢٩٧ كنسخة من السجل الضائع  لـ «ريتشارد دورهام»، واعتقد أنّ مؤلفًا مختلفًا لديه (اهتمام كبير بمعدات وعمليات الحصار)  هو المسؤول ويشتبه في أنه كان «توماس أووتربورن» الذي تم ذكر تاريخه في كتاب Scalachronica.
وكما يقول ليتل، المؤلف الثاني«يشبه الأول فقط بكونه فرنسيسكانيًا كرهًا وطنيًا للاستكلدنيين» ولكن هناك تشابه إضافي يتمثل في أنهما رجلان من بلدان الشمال. حيث معظم الوثائق الأخرى غير واضحة على جغرافية الحدود. وإنّ كتاب Lanercost Chronicle يعطي اسم المزارع التي وصل فيها الاسكتلنديون إلى تينيديل في عام ١٣٤٦. أقدم مخطوطة باقية على قيد الحياة من النص اللاتيني الأصلي هي المكتبة البريطانية القطن كلاوديوس.

## الاصدارات والطبعات
- Chronicon de Lanercost, 1201-1346: e codice Cottoniano nunc primum typis mandatum, ed. by Joseph Stevenson, [Maitland Club, 46] (Edinburgh: Impressum Edinburgi/The Edinburgh Printing Company, 1839). Other copies here and here.
- The Chronicle of Lanercost, 1272-1346, trans. by Herbert Maxwell (Glasgow: Maclehose, 1913).[3]

## References
- Little, A. G. "The authorship of the Lanercost chronicle", English Historical Review 31 (1916), pp. 269–279, and vol. 32 (1917), pp. 48–49.
- Little، A. G. (1943). Franciscan Papers, Lists and Documents. Manchester: Manchester University Press. مؤرشف من الأصل في 2022-09-27. Limited access via "Google books". مؤرشف من الأصل في 2021-08-25. اطلع عليه بتاريخ 2013-03-16.
- Maxwell، Sir Herbert (1913). The Chronicle of Lanercost, 1272-1346: translated with notes. مؤرشف من الأصل في 2022-12-01. On Archive.org here.

## روابط خارجية
- Extract covering the war between Edward II and Robert the Bruce here.